# Южноэстонское наречие
Южноэсто́нское наречие — одно из двух наречий эстонского языка. Традиционно считается диалектной группой общего эстонского языка, однако по совокупности структурных и социолингвистических критериев некоторые авторы говорят об отдельных северноэстонском (или собственно эстонском) и южноэстонском языках (см. также проблема «язык или диалект»).
Южноэстонское наречие занимает юго-восточную треть Эстонии, граница проходит по реке Эмайыги и озеру Выртсъярв, захватывая на западе возвышенность Сакала.
Южноэстонское наречие делится на мульгиский, тартуский и выруский диалекты.
- Самый западный из южноэстонских диалектов, мульгиский[эст.] (область Мульги), больше других сблизился с североэстонским наречием и имеет много общих черт особенно с западным диалектом последнего.
- Распространённый восточнее тартуский диалект также перенял некоторые северные черты и в каком-то смысле служит связующим звеном между мульгиским и выруским, а также между северноэстонским и выруским.
- Наиболее далёк от северноэстонского выруский диалект, употребляемый на крайнем юго-востоке Эстонии. Он включает сетуский говор, распространённый частично в Псковской области, и вымершие в середине XX столетия говоры лейву и лутси (край Лудза) на территории Латвии и красногородский (Kraasna) в Псковской области (Красногородский район).

С 1980-х годов развивается современный литературный стандарт южноэстонского наречия на основе выруского диалекта — выруский язык. Выруский сохранился гораздо лучше других южно- и североэстонских диалектов и сейчас активно развивается: выходят газеты и телепередачи, преподаётся в школах и т. д.
Мульгиский и тартуский очень сильно ассимилировались стандартным эстонским языком и функционально являются его диалектами, хотя структурно ближе к вырускому. Так что чаще говорят о выруском (литературном) языке, включая либо не включая в это понятие другие южноэстонские диалекты.
Пример текста на современном южноэстонском (выруском)
Статья 1 Декларации прав человека: Kõik inemiseq sünnüseq avvo ja õiguisi poolõst ütesugumaidsis. Näile om annõt mudsu ja süämetunnistus ja nä piät ütstõõsõga vele muudu läbi käümä.

## История
В XVII—XIX веках литература в южной Эстонии развивалась на основе южнотартуских (и северо-выруских) говоров. Этот стандарт назывался тартуский литературный язык или южноэстонский литературный язык. Один из первых письменных памятников южноэстонского — перевод Нового Завета (Wastne Testament), опубликованный в 1686 году.
Пример текста на старом южноэстонском (тартуском)
Meie Esä (Отче наш): Meie Esä taiwan: pühendetüs saagu sino nimi. Sino riik tulgu. Sino tahtmine sündigu kui taiwan, niida ka maa pääl. Meie päiwälikku leibä anna meile täämbä. Nink anna meile andis meie süü, niida kui ka meie andis anname omile süidläisile. Nink ärä saada meid mitte kiusatuse sisse; enge pästä meid ärä kurjast: Sest sino perält om riik, nink wägi, nink awwustus igäwätses ajas. Aamen.
После 1880-х годов тартуский литературный язык стал выходить из употребления.  С начала XX века он развивается только на основе северноэстонских диалектов.